# 나카무라 히로코

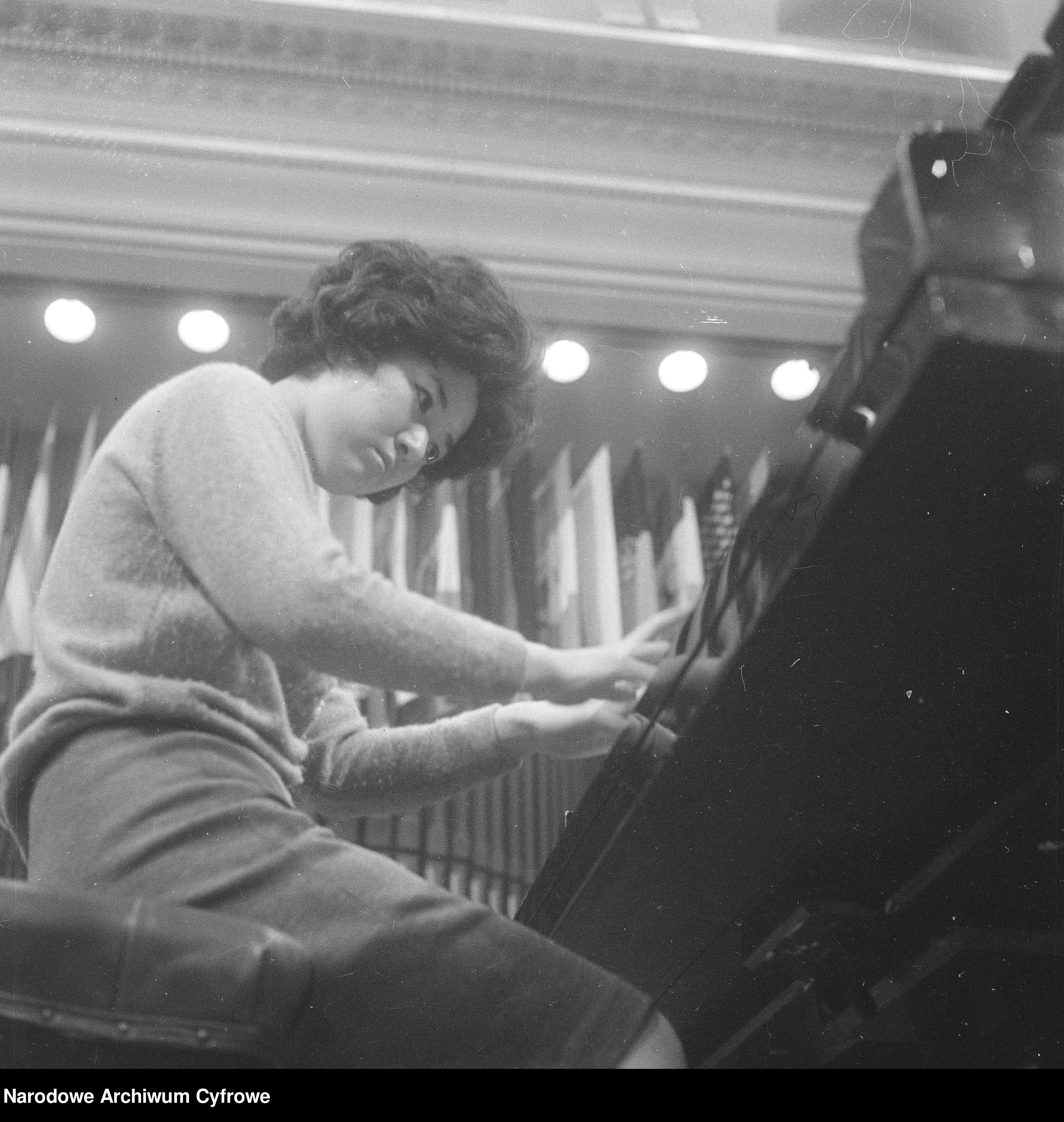

나카무라 히로코(中村 紘子, 1944년 7월 25일 – 2016년 7월 26일)는 일본의 피아니스트이다.
야마나시현에서 후쿠다 히로코로 태어났다. 도쿄에서 자랐다. 3살 때 토호 가쿠엔 음대에서 이구치 아이코 밑에서 피아노를 배우기 시작했다. 1959년, 주토부 중학교 재학 시절 15세에 일본 전국 음악 콩쿠르에서 1위를 차지했다. 줄리아드 음대에서 피아노 공부를 시작했고 로지나 레빈에게 사사했다. 1965년 제 7회 쇼팽 피아노 콩쿠르에서 그해 최연소 입상인 4위, 쇼팽 콩쿠르 역사상 두 번째 일본 입상자였다.
나카무라는 폴란드 쇼팽, 러시아 차이코프스키, 팔로마 오셔 산탄데르 국제 피아노 콩쿠르 (1987), 이스라엘 아르투르 루빈스타인, 이탈리아 부조니 등 주요 피아노 콩쿠르에서 심사위원을 역임했다. 또한 하마마츠 국제 피아노 콩쿠르의 심사위원장과 하마마츠 국제 피아노 아카데미의 음악 감독을 역임했다. 그녀의 첫번째 책, 차이코프스키 콩쿠르는 모스크바에서 1982 년과 1986 차이코프스키 콩쿠르에서 심사 위원에 그녀의 경험에 대해 작성한 것이다.
나카무라는 아쿠타가와 류노스케상 수상자인 남편 쇼지 가오루와 함께 도쿄 미타에서 살았다. 이후 두 사람은 직접 만나 결혼했다. 2014년 대장암 진단을 받고 치료를 위해 공연을 중단했다. 2016년 봄에 잠시 다시 공연을 했고 마지막 공연은 2016년 5월 8일 구마모토 현 스모토에서 있었다.